# Lucky (bài hát của Lucky Twice)
Lucky là một bài hát của ban nhạc Lucky Twice. Bài hát được phát hành dưới dạng đĩa đơn chủ đạo trong album phòng thu duy nhất của nhóm, Young & Clever vào ngày 6 tháng 7 năm 2006. Bài hát được phát hành lần đầu ở Tây Ban Nha, nơi bài hát đó đạt vị trí số một trên bảng xếp hạng đĩa đơn và đã thể hiện mạnh mẽ ở châu Âu.

## Lịch sử
Bài hát được viết bởi bộ ba Jonas von der Burg, Anoo Bhagavan và Niclas von der Burg, và do Jonas sản xuất.
Bài hát được phát hành lần đầu tiên tại Tây Ban Nha vào ngày 6 tháng 7 năm 2006. Một EP phối lại được phát hành vào ngày 26 tháng 9 năm 2006 bởi Catchy Tunes và Family Tree Records,  trong khi một EP phối lại khác được phát hành vào ngày 5 tháng 12 năm 2006 với Ultra Records.  Một bản phát hành cho Vương quốc Anh đã được lên kế hoạch nhưng kế hoạch đã thất bại do một số rắc rối của hãng thu âm.

Bài hát trở lại với quốc tế vào năm 2021 sau khi trở nên phổ biến trên TikTok.  Tiếp theo là hai bản phối lại được phát hành vào năm sau: "TikTok Edit" với các nhóm Crystal Rock và Anastasia Rose, và một bản phối lại có tựa đề "Lucky (I'm So Lucky Lucky)", là phiên bản speed up của bài hát, giống với bản phối lại Nightcore trên internet.

## Video âm nhạc
Một video âm nhạc cho bài hát đã được quay và phát hành vào năm 2006. Phim kể về Hannah Reynold và cựu thành viên Sofie Larsson đi dạo và hát trên một cánh đồng, với một số cảnh quay được thực hiện vào ban đêm. Bộ đôi xuất hiện trong những bộ trang phục khác nhau, đại diện cho một khoảng thời gian khác nhau.
Video được tải lên tài khoản YouTube chính thức của Lucky Twice vào ngày 8 tháng 2 năm 2022, hơn một thập kỷ sau khi phát hành.  Phiên bản sped up của video cho bản phối lại "I'm So Lucky Lucky" sau đó đã được đăng vào ngày 17 tháng 10 năm 2022. 
Phiên bản được sử dụng trong video âm nhạc có sự góp giọng của cựu thành viên Sofie Larsson, vì đây là phiên bản gốc được phát hành ở Tây Ban Nha trước khi album được thu âm lại với Emelie Schytz để phát hành quốc tế. Vì thế, video cho bản phối lại "I'm So Lucky Lucky" có sự góp mặt của Larsson với giọng hát của Schytz.

## Danh sách track và định dạng
- CD đĩa đơn Scandinavia & Tây Ban Nha

1. "Lucky" (Radio Edit) (3:26)
2. "Lucky" (Extended) (5:22)
3. "Lucky" (Hot Stuff Mix Short) (4:02)
4. "Lucky" (Hot Stuff Mix Long) (5:23)

- CD đĩa đơn Hoa Kỳ

1. "Lucky" (Radio Edit) (3:26)
2. "Lucky" (Hot Stuff Mix Short) (4:04)
3. "Lucky" (Extended) (5:24)

- Đĩa đơn kỹ thuật số Đức, Áo & Thụy Sĩ

1. "Lucky" (Radio Edit) (3:23)
2. "Lucky" (Extended) (5:20)
3. "Lucky" (Hot Stuff Mix Short) (4:00)
4. "Lucky" (Hot Stuff Mix Long) (5:20)
5. "Lucky" (Karaoke Version) (3:23)
6. "Lucky" (Europeanz Remix) (7:02)

- CD đĩa đơn Pháp

1. "Lucky" (Radio Edit) (3:24)
2. "Lucky" (Hot Stuff Mix Short) (4:01)
3. "Lucky" (DJ Tora Remix) (4:31)
4. "Lucky" (Extended) (5:21)
5. "Lucky" (Hot Stuff Mix Long) (5:21)

- TikTok Edit

1. "Lucky" (TikTok Edit) (2:03)

- I'm So Lucky Lucky Remix

1. "Lucky (I'm So Lucky Lucky)" (Remix) (3:00)

## Xếp hạng
| Bảng xếp hạng (2006–2007)          | Vị trí |
| ---------------------------------- | ------ |
| Áo (Ö3 Austria Top 40)             | 42     |
| Đan Mạch (Tracklisten)             | 5      |
| Đức (GfK)                          | 41     |
| Phần Lan (Suomen virallinen lista) | 17     |
| Pháp (SNEP)                        | 8      |
| Tây Ban Nha (PROMUSICAE)           | 1      |
| Thụy Điển (Sverigetopplistan)      | 43     |